# Фрумин, Исидор Маркович
Исидор Маркович (настоящее имя и отчество — Иссер Меерович) Фрумин (13 октября 1907, Полоцк, Витебская губерния, Российская империя — 3 марта 1992, Москва, РФ) — советский и белорусский библиотековед, преподаватель и специалист в области организации и управления библиотечным делом.

## Биография
Родился 13 октября 1907 года в Полоцке. В 1930 году поступил в МГБИ, который он окончил в 1935 году, незадолго до этого с 1926 по 1930 год работал в одной из крупных библиотек Минска, и администрация посоветовала ему покорить Москву. С 1935 по 1948 год работал в крупных библиотеках Москвы, одновременно с этим в 1937 году работал и в МГБИ. В 1941 году был мобилизован в армию в связи с началом ВОВ и направлен на фронт и прошёл всю войну. В 1948 году вернулся в МГБИ на постоянной основе, где занимал должности доцента и профессора вплоть до 1987 года, после чего ушёл на пенсию.
Скончался 3 марта 1992 года в Москве.

## Научные работы
Основные научные работы посвящены библиотековедению. Автор ряда научных работ, некоторые из которых были опубликованы на страницах многих отечественных и зарубежных журналов и сборников, посвящённых библиотековедению.